# Negroroncus laevis
Negroroncus laevis är en spindeldjursart som beskrevs av Beier 1972. Negroroncus laevis ingår i släktet Negroroncus och familjen Ideoroncidae. Inga underarter finns listade i Catalogue of Life.